# Joe Dante
Joe Dante (født 28. november 1946 i Morristown, New Jersey, USA) er en amerikansk filminstruktør, der især er kendt for varulvefilmen The Howling (1981) og horrorkomedien Gremlins (1984), samt for de muntre referencer til filmhistoriens højdepunkter, hvormed han altid krydrer sine film.

## Udvalgte film
- Piranha (1978)
- Rock 'n' Roll High School (1979)
- The Howling (1981)
- Twilight Zone: The Movie (1983)
- Gremlins (1984)
- Explorers (1985)
- Amazon Women on the Moon (1987)
- Innerspace (1987)
- The 'burbs (1989)
- Gremlins 2: The New Batch (1990)
- Matinee (1993)
- Small Soldiers (1998)
- Looney Tunes: Back in Action (2003)